# Perskjeret
Perskjeret ist ein Nunatak im ostantarktischen Königin-Maud-Land. Im Mühlig-Hofmann-Gebirge ragt er 6 km nordöstlich der Larsen-Kliffs auf. 
Norwegische Kartographen, die ihn auch benannten, kartierten ihn anhand von Luftaufnahmen und Vermessungen der Dritten Norwegischen Antarktisexpedition (1956–1960). Namensgeber ist Per K. Larsen (* 1910), Koch auf dieser Forschungsreise.